# Alexander Andries Maramis
Alexander Andries Maramis (Manado, 20 juni 1897 – Jakarta, 31 juli 1977), beter bekend als A.A. Maramis, was een Indonesische politicus die betrokken was bij de strijd om de Indonesische onafhankelijkheid.
Van 1919 tot 1924 studeerde Maramis aan de Universiteit Leiden. Hij was lid van de Perhimpoenan Indonesia en werd daarvan uiteindelijk ook secretaris. Terug in Indonesië werkte hij als advocaat, totdat hij tijdens de Japanse bezetting van Nederlands-Indië werd benoemd in het Onderzoekscomité ter voorbereiding op de Indonesische onafhankelijkheid (BPUPK).
Na het uitroepen van de Indonesische onafhankelijkheid op 17 augustus bleef Maramis politiek betrokken. Tijdens de Indonesische Onafhankelijkheidsoorlog had hij tweemaal de post van minister van financiën, eerst in het Kabinet Presidensial (1945) en later achtereenvolgens in de kabinetten Amir Sjarifoeddin I en II en Hatta I (1947-1949). Daarnaast was hij minister van buitenlandse zaken in het noodkabinet tijdens de gevangenschap van president Soekarno en vicepresident/minister-president Mohammed Hatta.
Na de oorlog werd Maramis de eerste Indonesische ambassadeur voor de Filipijnen. Later zou hij ook nog ambassadeur worden in West-Duitsland, de Sovjet-Unie en Finland.
In november 2019 kreeg A.A. Maramis postuum de eretitel Nationale held van Indonesië toegekend door president Joko Widodo.